# Can Grassot
Can Grassot és un edifici del municipi de Lloret de Mar (Selva) declarat bé cultural d'interès nacional. Can Grassot es tracta d'una torre de planta quadrada, que consta de planta baixa i dos pisos superiors i que està coberta amb una teulada plana. Està ubicada al costat dret del carrer Josep Maria Coll i Rodes.

## Descripció
La planta baixa està arrebossada i pintada i consta d'un portal rectangular, d'accés, equipat amb llinda monolítica i muntants de pedra ben treballats i escairats de pedra sorrenca. Al costat dret del portal, trobem una inscripció sobre plaques quadrangulars de ceràmica que diu així: "ANTIGA TORRE DE DEFENSA DEL POBLE". Per la seva banda, tant el primer com el segon pis no han estat arrebossats sinó que s'ha deixat a la vista tota la composició interna a base de pedres i còdols sense desbastar i treballar lligats amb morter de calç.
En el primer pis trobem una finestra quadrangular equipada amb llinda monolítica i muntants de pedra sorrenca. En el segon pis trobem una finestra gòtica d'arc conopial. L'austeritat i senzillesa aparent la trenca el relleu del cap al·lat - segurament un querubí-, el qual està ubicat immediatament sota l'arc conopial. A l'actual teulada hi ha una refecció de les parets feta amb maó massís possiblement al segle xix o principis del segle xx. En ambdós extrems de la façana s'aprecien els blocs cantoners de pedra.
Originalment, seria un edifici exempt i de major alçada el qual faria les funcions de vigilància de la costa davant de possibles atacs de la pirateria. El fet que s'hagi reconvertit en habitatge particular i que hagi quedat engolida pel nucli urbà n'ha desfigurat tant la fesomia interna com externa, tot i que la primitiva torre encara s'hi pot arribar a reconèixer.
Comparant fotografies antigues, com ara la de la fitxa del Servei de Patrimoni núm. 2.061 del 1989, amb actuals ràpidament ens adonem que l'edifici segueix absolutament igual, sense haver patit o experimentat cap canvi dràctic o significatiu a nivell estructural, formal o compositiu. L'únic tret a destacar és que la façana ha estat desproveïda del gran entramat de cables i fils elèctrics, conformant un enterenyinat. D'aquesta manera la façana se'ns presenta completament nítida i sense cap element que la desfiguri i distorsioni.